# Veronika von Quast

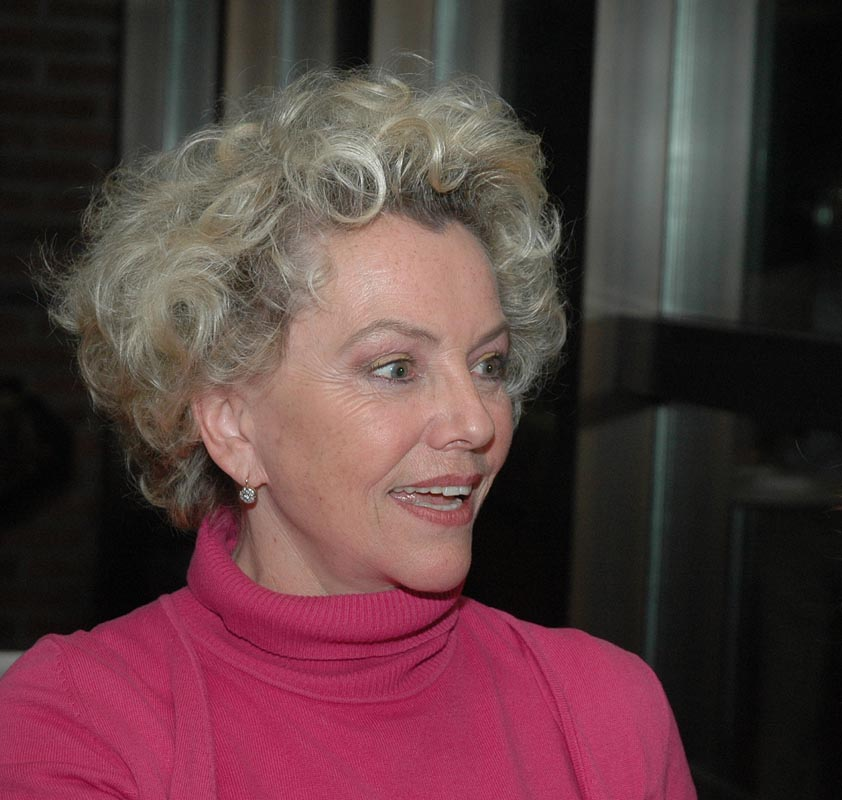
Veronika-Marie von Quast (2005)

Veronika-Marie von Quast, geborene Baecker, (* 10. Dezember 1946 in Berchtesgaden) ist eine deutsche Komikerin, Diseuse und Schauspielerin.

## Leben und Wirken
In ihrer Jugend erhielt Veronika Baecker Ballettunterricht. Die gelernte Röntgenassistentin jobbte in verschiedenen Berufen, bis sie 1983 vom Bayerischen Rundfunk für ein Lachmagazin entdeckt wurde. Daraus entwickelte sich ihre eigene Sketchshow Kanal fatal. Seit 1986 moderierte von Quast als Fräulein Vroni, unterstützt von wechselnden Partnern, die schrille Unterhaltungssendung, bis diese nach 25 Jahren und 400 Folgen im Jahr 2011 eingestellt wurde. An ihrer Seite spielten im Lauf der Jahre unter anderem Dieter Pfaff, Erwin Steinhauer, Wichart von Roëll und Dieter Seidenkranz.
Bekannt wurde sie auch als Darstellerin der früheren Bayern-SPD-Vorsitzenden Renate Schmidt beim Singspiel des Starkbieranstichs auf dem Nockherberg. Von Quast war in den Kabarett- und Kleinkunstprogrammen Opera Curiosa und Süsser die Glocken zu sehen und spielte im Münchner Volkstheater und in der Komödie im Bayerischen Hof. In Zarah-Leander-Abenden, Kästner-Lesungen sowie Friedrich-Hollaender-Abenden mit Spiel-Szenen aus Irmgard Keuns Das kunstseidene Mädchen stellte sie ihre Vielseitigkeit und Wandlungsfähigkeit unter Beweis. Zudem ist sie mit ihrer Show Nachtmusique im süddeutschen Raum auf Tournee.
Im Jahr 1973 heiratete sie den Konrektor Christoph von Quast (* 1949). Veronika von Quast ist die Mutter der Schauspielerin Nini von Quast (* 1965) und eines Sohnes. Sie hat fünf Enkelkinder und lebt in München.

## Filmografie (Auswahl)
- 1977: Halbe-Halbe
- 1981: Fünf Flaschen für Angelika
- 1981: Kopfschuss
- 1982: Die Frau mit dem roten Hut
- 1983: Kehraus
- 1984: Im Himmel ist die Hölle los
- 1985: Blam!
- 1985: Anderland (Fernsehserie, 1 Folge)
- 1986–2011: Kanal fatal (Comedy-Show)
- 1986: Wie würden Sie entscheiden? (Fernsehserie, 2 Folgen)
- 1987: Fast wia im richtigen Leben (Fernsehserie, 1 Folge)
- 1988: Der Schwammerlkönig (Fernsehserie, 1 Folge)
- 1988: Der Millionenbauer (Fernsehserie, 1 Folge)
- 1988: Verkehrsgericht (Fernsehserie, Folge: Unfall nach Discobesuch)
- 1989–2017: SOKO München (Fernsehserie, 6 Folgen, verschiedene Rollen)
- 1989: Joseph Filser (von Ludwig Thoma mit Gerd Anthoff)
- 1989: Meister Eder und sein Pumuckl (Fernsehserie, Folge: Ein schwieriger Kunde)
- 1989: Forsthaus Falkenau (Fernsehserie, 1 Folge)
- 1989–1998: Weißblaue Geschichten (Fernsehserie, 4 Folgen, verschiedene Rollen)
- 1990: Die glückliche Familie (Fernsehserie, 1 Folge)
- 1990: Heidi und Erni (Fernsehserie, 1 Folge)
- 1991–2013: Der Komödienstadel (Fernsehreihe, 12 Folgen, verschiedene Rollen)
- 1993: Café Meineid (Fernsehserie, 1 Folge)
- 1995: Blutspur in den Osten
- 1997: Picasso in München (von und mit Herbert Achternbusch)
- 2001: Die Tochter des Kommissars
- 2002–2008: Chiemgauer Volkstheater  (Fernsehreihe, 3 Folgen, verschiedene Rollen)
- 2004: Die Rosenheim-Cops (Fernsehserie, 1 Folge)
- 2004: Siska (Fernsehserie, 1 Folge)
- 2006: Sie ist meine Mutter
- 2006–2007: Lotta in Love (Fernsehserie, 129 Folgen)
- 2007–2013: Sturm der Liebe (Fernsehserie, 205 Folgen)
- 2009: Um Himmels Willen (Fernsehserie, 1 Folge)
- 2009: Auf der Suche nach dem G-Punkt
- 2009: Dahoam is Dahoam (Fernsehserie, 3 Folgen)
- 2010: Klimawechsel (Fernsehserie, 1 Folge)
- 2011–2012: Herzflimmern – Die Klinik am See (Fernsehserie, 21 Folgen)
- 2011–2020: Hubert ohne Staller (Fernsehserie, 2 Folgen, verschiedene Rollen)
- 2013: Die Speckners (Fernsehserie, 6 Folgen)
- 2013: Neue Adresse Paradies
- seit 2013: Schlawiner (Fernsehserie)
- 2014: Wir sind die Neuen
- 2014–2017: Aktenzeichen XY … ungelöst (Fernsehreihe, 2 Folgen, verschiedene Rollen)
- 2017: Austreten
- 2018: Unzertrennlich nach Verona
- 2021: Watzmann ermittelt (Fernsehserie, Folge: Dritter Frühling)
- 2022: Wer gräbt den Bestatter ein?
- 2023: München Mord: Damit ihr nachts ruhig schlafen könnt (Fernsehreihe)